# Yitzhak Navon
Pour les articles homonymes, voir Navon.
 (novembre 2015).
Si vous disposez d'ouvrages ou d'articles de référence ou si vous connaissez des sites web de qualité traitant du thème abordé ici, merci de compléter l'article en donnant les références utiles à sa vérifiabilité et en les liant à la section « Notes et références ».
Yitzhak Navon (יצחק נבון), né le 9 avril 1921 à Jérusalem, et mort le 6 novembre 2015, est un homme d'État, diplomate et écrivain israélien, le cinquième président de l'État d'Israël du 19 avril 1978 au 5 mai 1983.

## Biographie
Yitzhak Navon descend, du côté paternel, de Juifs espagnols qui s'installèrent en Turquie après l'expulsion des Juifs d'Espagne en 1492. La famille (Baruch famille Mizrahi ou Al Mashraki) s'installa ensuite à Jérusalem en 1670. Du côté maternel, il est issu d'une famille sépharade marocaine installée à Jérusalem depuis trois siècles, entre autres descendant du rabbin kabbaliste Haim Ben Attar. 
Il étudie dans une école religieuse du mont Scopus, puis poursuit des études au lycée affilié à l'université hébraïque de Jérusalem et des études universitaires en littérature arabe, culture musulmane et pédagogie, à la même université hébraïque.

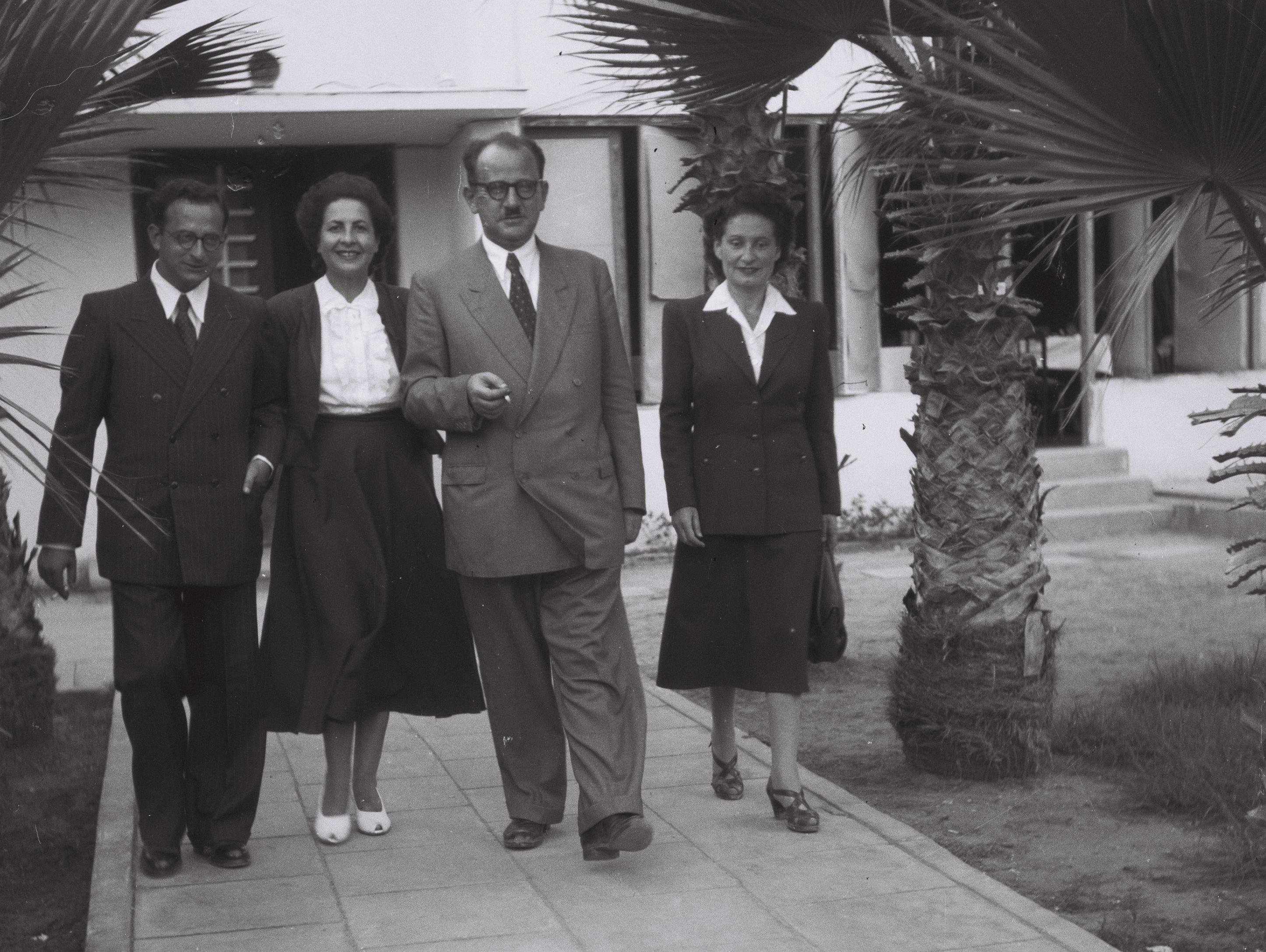
Yitzhak Navon (à gauche) et la délégation diplomatique israélienne en Uruguay (1948).

De 1946 à 1949, il remplit la fonction de chef de bureau de la Haganah pour la région de Jérusalem. Au lendemain de l'indépendance, il est envoyé comme diplomate en Uruguay et en Argentine. En 1951, Navon est muté au poste de secrétaire du ministre des Affaires étrangères, Moshé Sharett, et en 1952, il devient directeur du bureau des Premiers ministres — Moshé Sharett, et surtout, David Ben Gourion. De 1963 à 1965, il remplit les fonctions de secrétaire du ministère de l'Éducation et de la Culture. Navon joue alors un rôle non négligeable dans la meilleure préparation des futurs soldats de Tsahal et met en œuvre un programme d'enseignement de l'hébreu parmi les adultes.

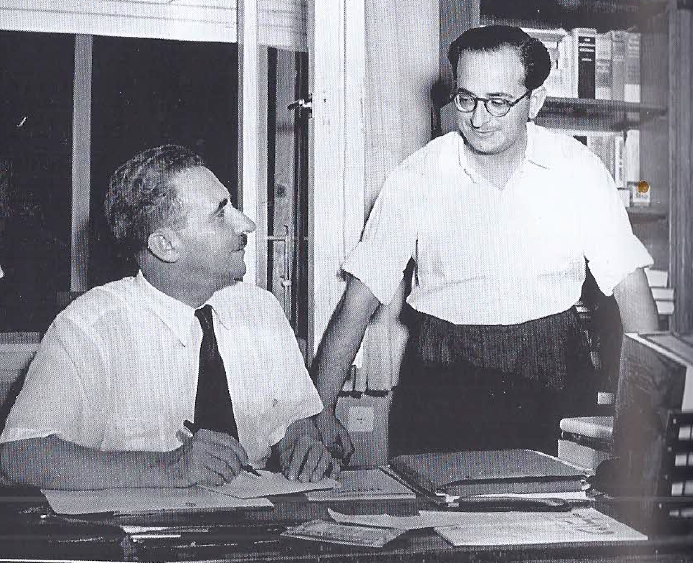
Moshe Sharett et Yitzhak Navon, 1952

En 1965, il est élu député à la 6e Knesset sur la liste Rafi de David Ben Gourion, après l'exclusion de celui-ci des rangs du  parti Mapaï. En 1968, quand les fractions social-démocrates Mapaï, Akhdout Haavoda-Poaley Tzion et Rafi s'unissent, Navon intègre les rangs du nouveau parti travailliste israélien.

### Présidence

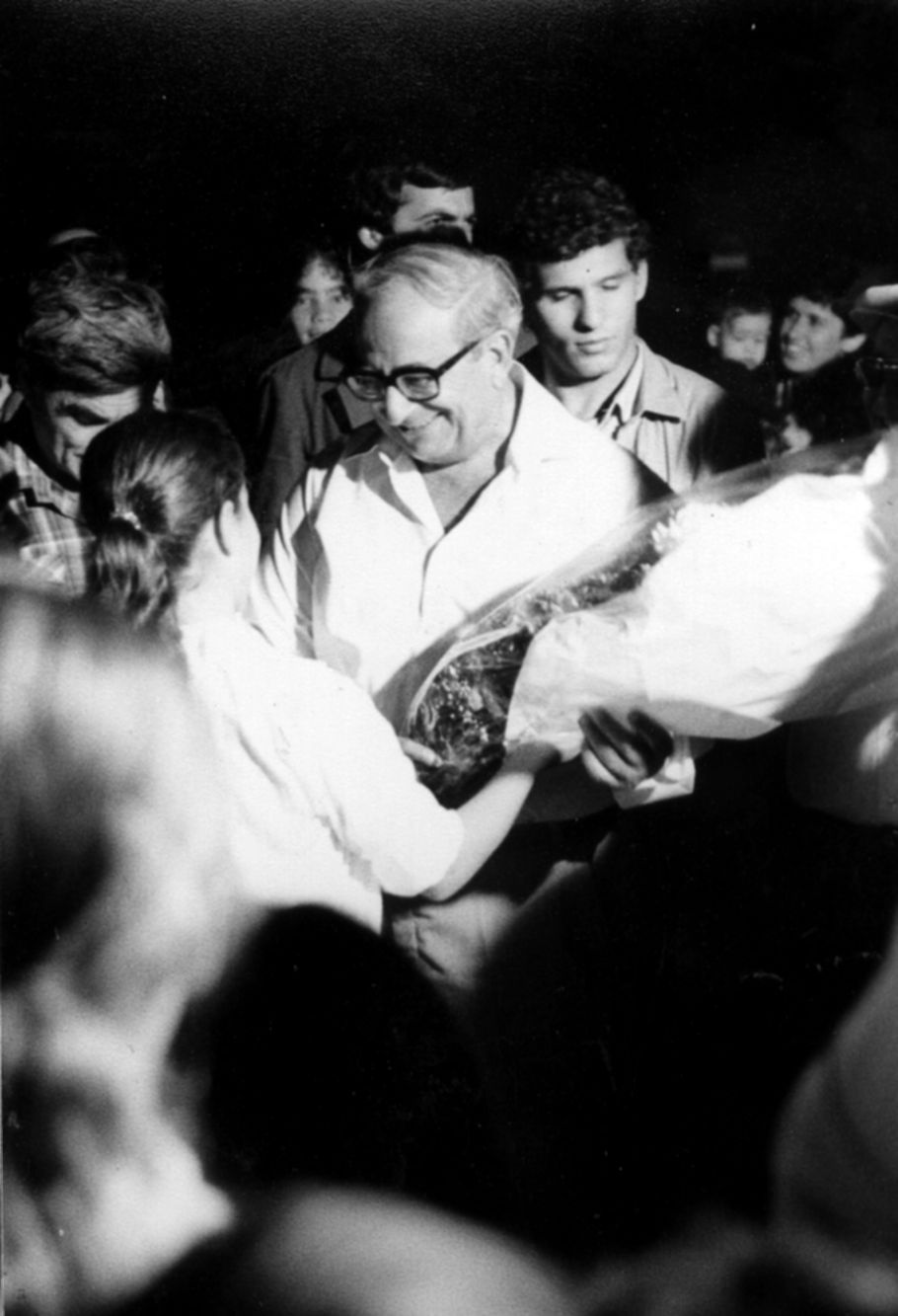
Le président Yitzhak Navon visitant un kibboutz (1982).

Yitzhak Navon est élu président de l'État d'Israël en 1978. Il est le premier des présidents de l'État à étendre les fonctions de ce poste, en exprimant publiquement ses analyses personnelles, afin de sortir de la fonction uniquement représentative que les présidents d'État remplissaient jusqu'alors. 
Navon travaille à l'amenuisement des différences sociales, au rapprochement des relations laïco-religieuses, ashkénaze-sépharade et judéo-arabes. Il est le premier à émettre l'idée d'un pacte définissant les rapports israélo-palestiniens. Du fait de sa culture étendue et de ses connaissances dans le domaine linguistique, Navon est à l'origine de nombreux projets culturels en Israël.

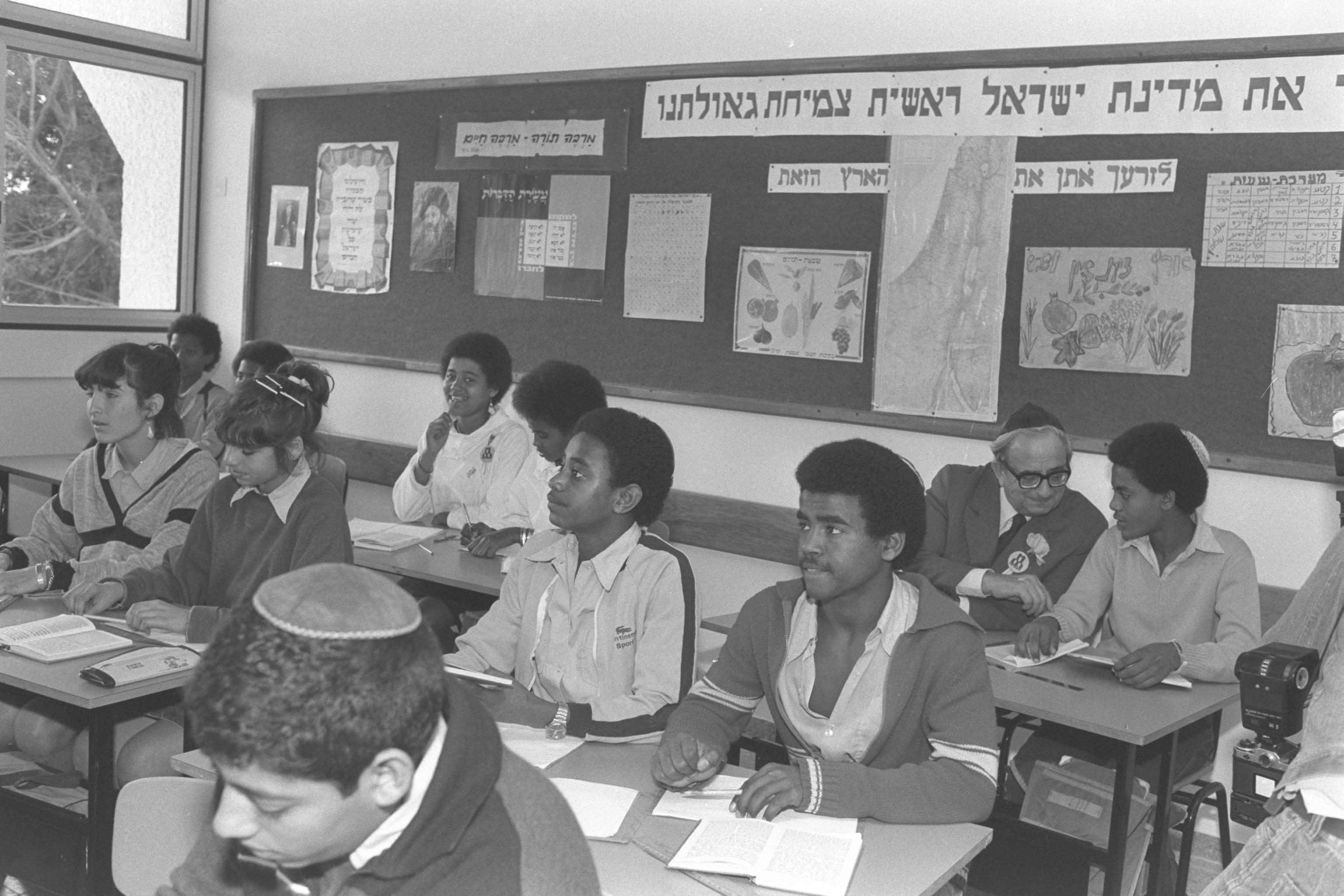
Yitzhak Navon assis près d'un élève éthiopien à Talpiot boarding school, Hadera, 1985

Il est l'organisateur de l'anniversaire des 500 ans de l'expulsion des Juifs d'Espagne en 1992. Il a été pendant dix-huit ans président de « l’Autorité nationale du ladino » qui était sa langue maternelle.  En outre, Navon compose de nombreux contes et (avec le concours du musicologue et chanteur Itzhak Levy, père de Yasmin Levy, et auteur d'une célèbre anthologie de la chanson sépharade) deux des plus populaires œuvres du théâtre musical israéliennes : Le Verger Espagnol (1970, 1998) et Un Soir de Romance Espagnole (1968).

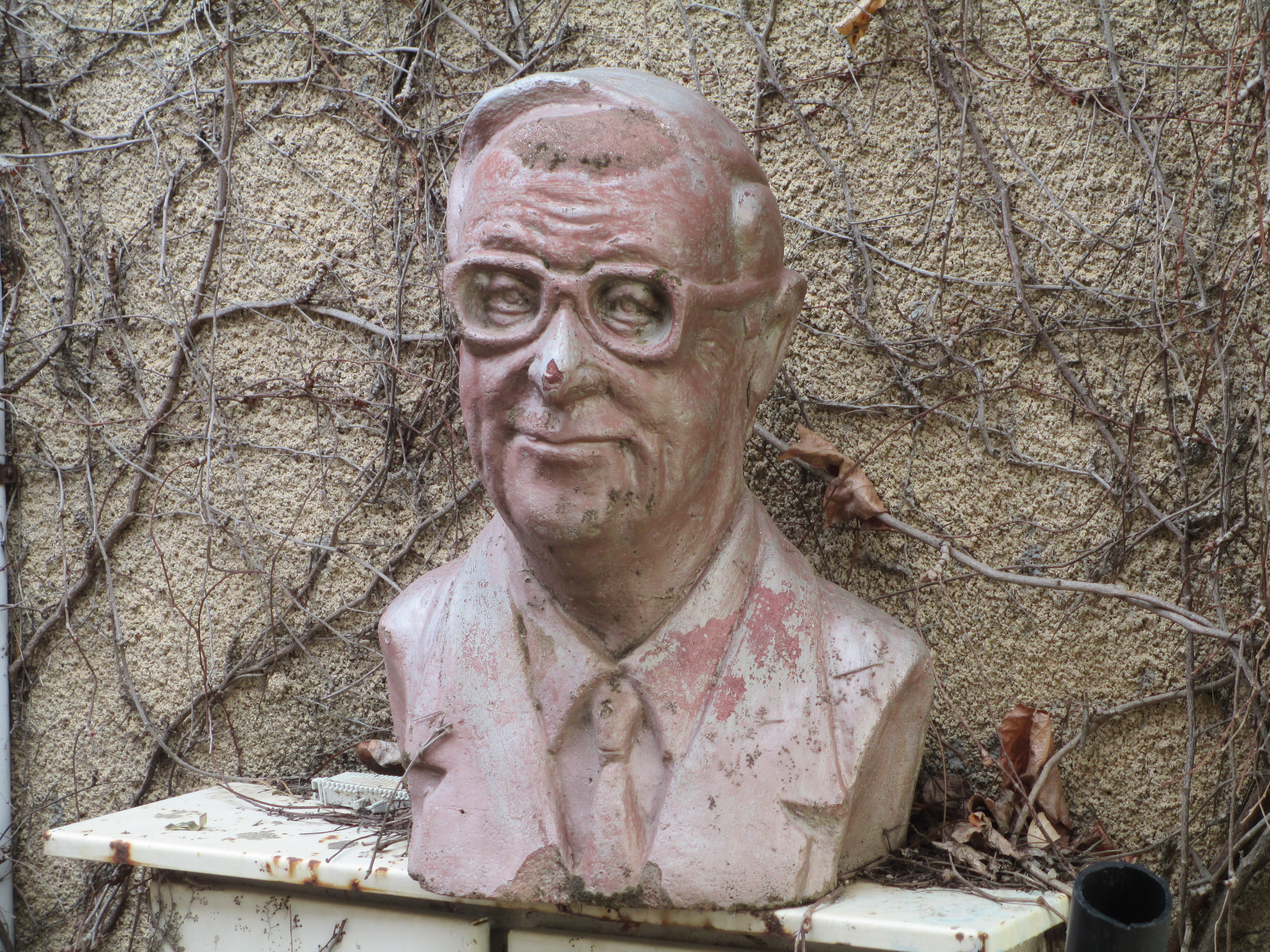
Buste de Navon à Kfar Blum